# Strunový most
Strunový most (hebrejsky גשר המיתרים‎) je zavěšený most v Jeruzalémě v Izraeli. Most navrhl španělský architekt a inženýr Santiago Calatrava. Most slouží tramvajové dopravě, která na něm zahájila provoz 19. srpna 2011. Součástí mostu je prosklená lávka pro pěší, která umožňuje přechod ze čtvrti Kirjat Moše k autobusovému nádraží a železniční stanici. Most stál přibližně 246 milionů nových izraelských šekelů (70 milionů dolarů) a byl slavnostně otevřen 25. června 2008.

## Historie
Calatrava poprvé navštívil Izrael v roce 1997, kdy byla zahájena výstava jeho děl v Haifě. Během této návštěvy byl přizván k navržení mostu pro pěší v Petach Tikvě, který byl otevřen v roce 2005. Do Jeruzaléma ho pozvali inženýr Uri Šetrit a bývalý starosta Jeruzaléma Ehud Olmert, kteří ho podle Calatravy vyzvali, aby „udělal nejkrásnější současný most“.
Stavba Strunového mostu byla zahájena v roce 2005 a její odhadované náklady dosahovaly 129 milionů nových izraelských šekelů (původně se počítalo s 80 miliony nových izraelských šekelů).

## Návrh a symbolika
Most představuje výrazný vizuální prvek při vjezdu do města. Byl navržen pro tramvajovou dopravu, která by měla vyřešit některé dopravní problémy města. Pro Calatravu je most „také záminkou k vytvoření velkého náměstí, které by dodalo tomuto citlivému místu charakter a jednotu.“
Podobně jako u Calatravova mostu Puente del Alamillo ve španělské Seville využívá věž, která absorbuje část zatížení, což snižuje potřebný počet lan. Most se skládá z jediného pylonu, který vyvažuje 160metrové rozpětí pomocí dlouhých lan, a vytváří tak architektonický dojem. Strunový most je sice 40. Calatravův most, ale první, který navrhl jak pro tramvajovou, tak pro pěší dopravu.
Pozoruhodným prvkem mostu je jediný stožár, vysoký 118 m, který podpírá vozovku pomocí 66 ocelových lan uspořádaných do parabolického tvaru, což z něj v době jeho dokončení dělalo nejvyšší stavbou v Jeruzalémě. Exteriér mostu je z větší části obložen jeruzalémským kamenem s ocelovými, skleněnými a betonovými detaily. Most, který časopis Time označil za „první jeruzalémskou svatyni moderního designu“, se stal turistickou atrakcí.
Tvar mostu připomíná stan v poušti nebo harfu, kde jsou lana strunami, což podle Calatravy symbolizuje harfu krále Davida. Jiným připomíná tvar čnícího pylonu poprsí ptáka s dlouhým krkem, lidskou rukou nebo šípem v luku.

## Přijetí a kritika
Projekt vyvolal velké kontroverze. Zastánci, jako například historik architektury David Krojanker, uvedli, že most pomáhá rozvoji Západního Jeruzaléma a jeho moderním požadavkům. Celkově byl však projekt kritizován jako extravagantní a nákladné řešení problému, který mohl být vyřešen levněji, přičemž konečné náklady přesahující 246 milionů nových izraelských šekelů (70 milionů dolarů) více než dvojnásobně překročily původní rozpočet. Kontroverze vyvolal také vzhled mostu a jeho dopad na Jeruzalém. Někteří tvrdí, že most, který se nachází na přeplněném vjezdu do města, nemá kolem sebe dostatek prostoru, aby lidé mohli ocenit jeho uměleckou hodnotu, zatímco jiní mají pocit, že most do města vizuálně nezapadá. Slavnostní otevření mostu za 500 000 dolarů vyvolalo kritiku, zejména proto, že mladé tanečnice, kterým se později začalo přezdívat „tálibánský soubor“, musely mít dlouhé sukně a zakrýt si vlasy poté, co vyznavači ultraortodoxního judaismu pohrozili, že slavnostní otevření naruší.

## Galerie

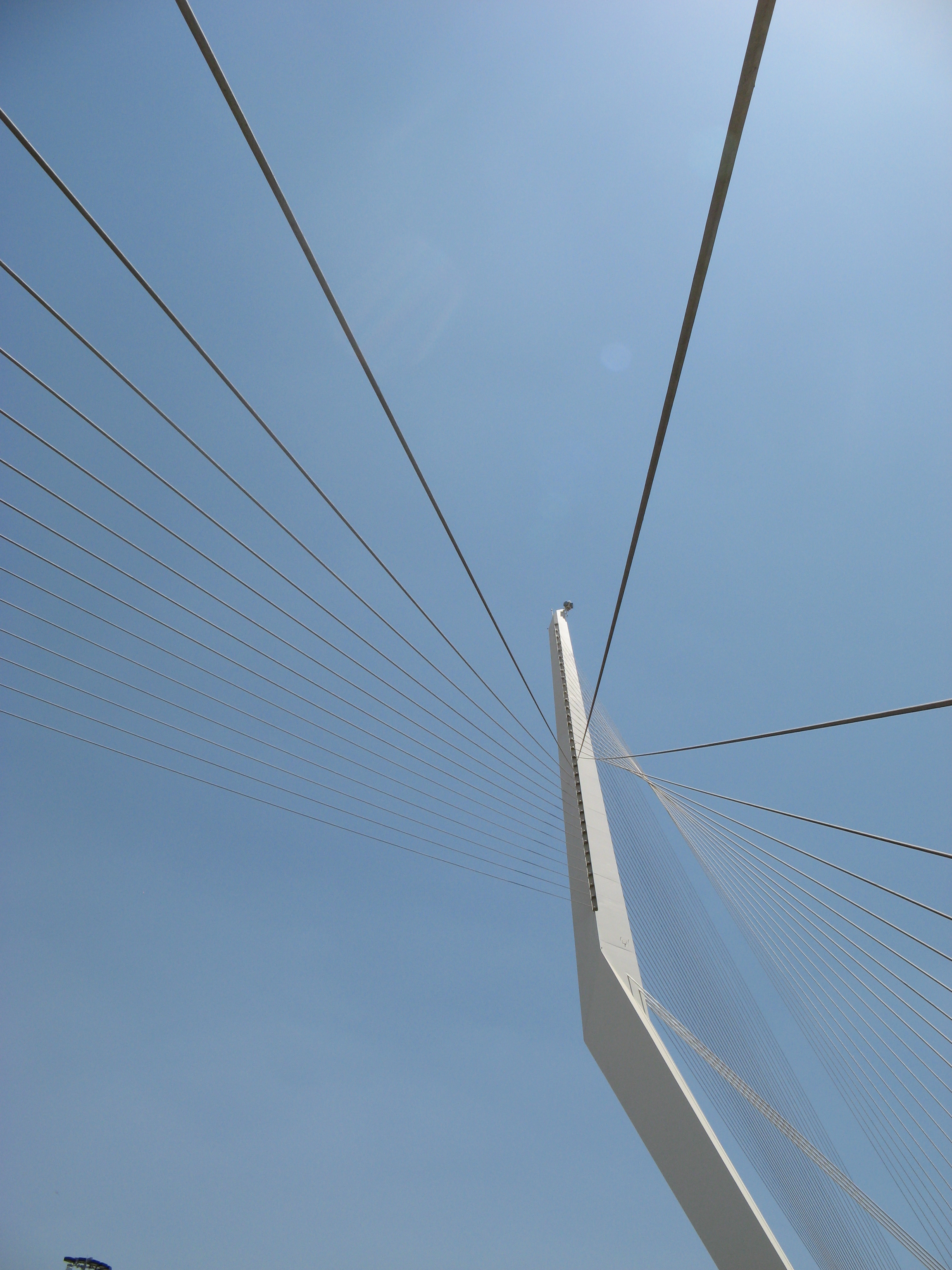
Stožár mostu
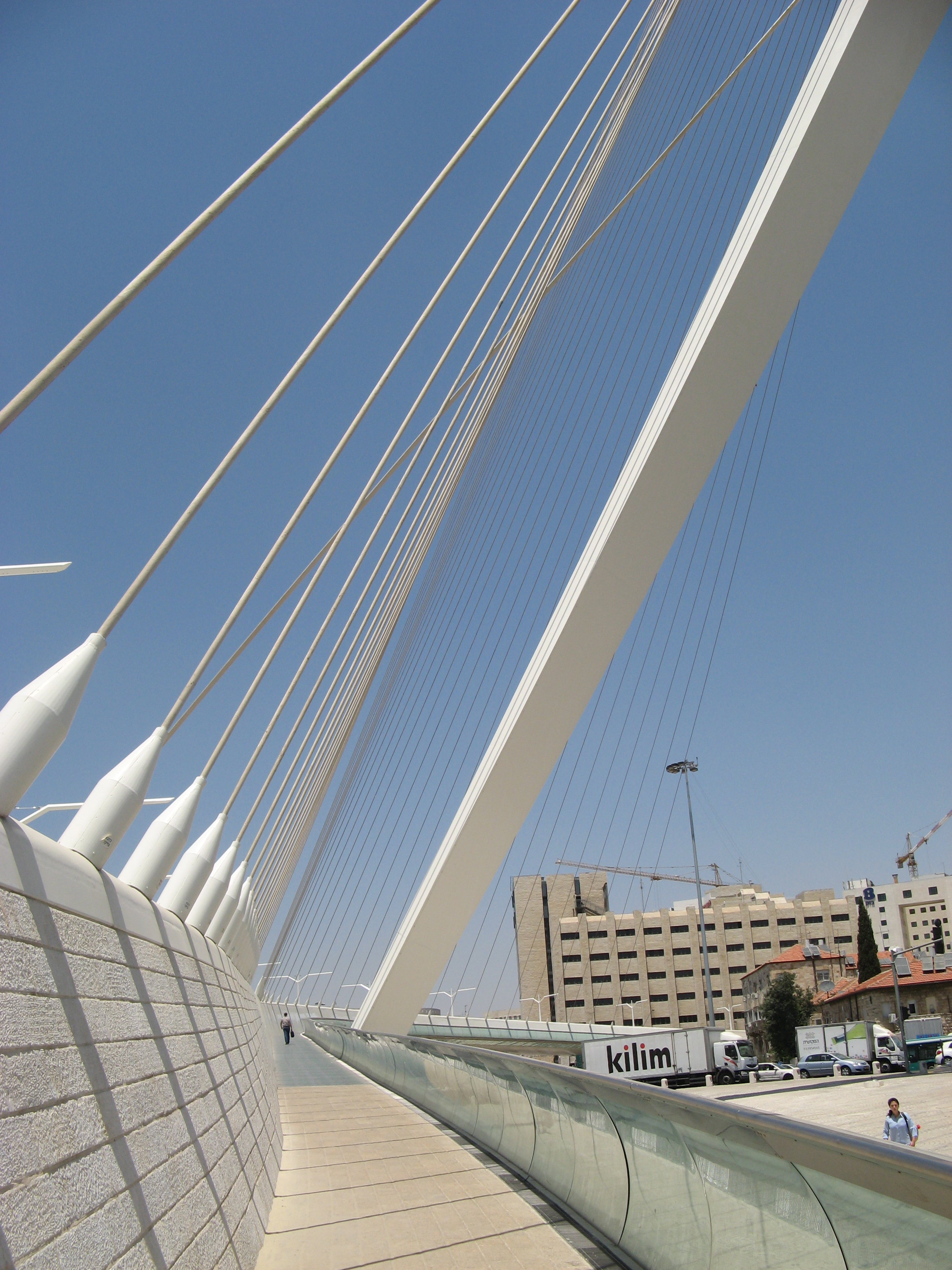
Lávka pro pěší na mostě
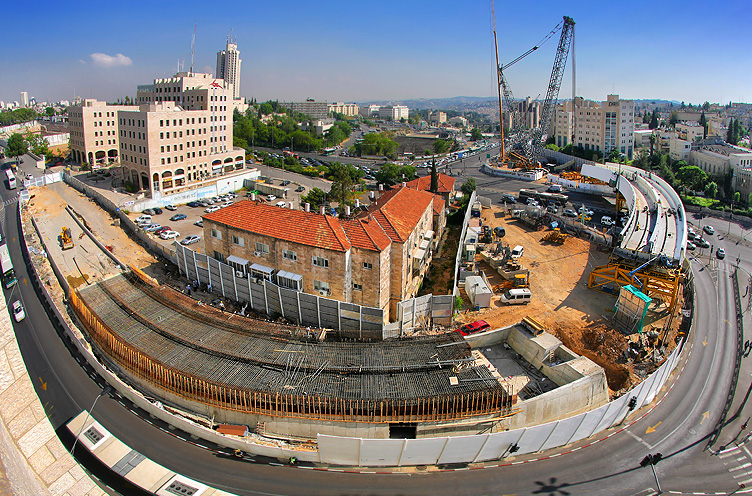
Most při výstavbě
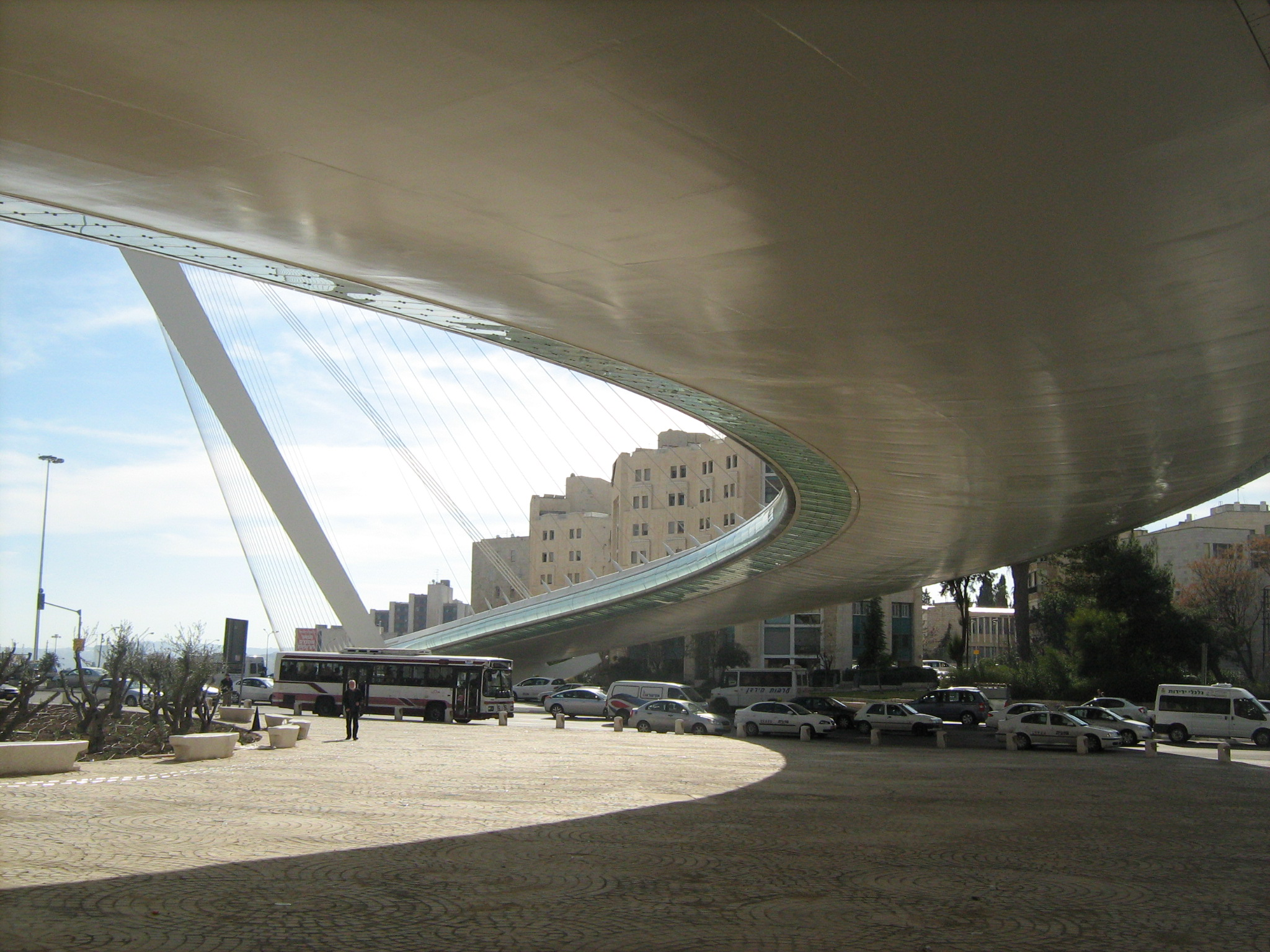
Pohled na most zespodu
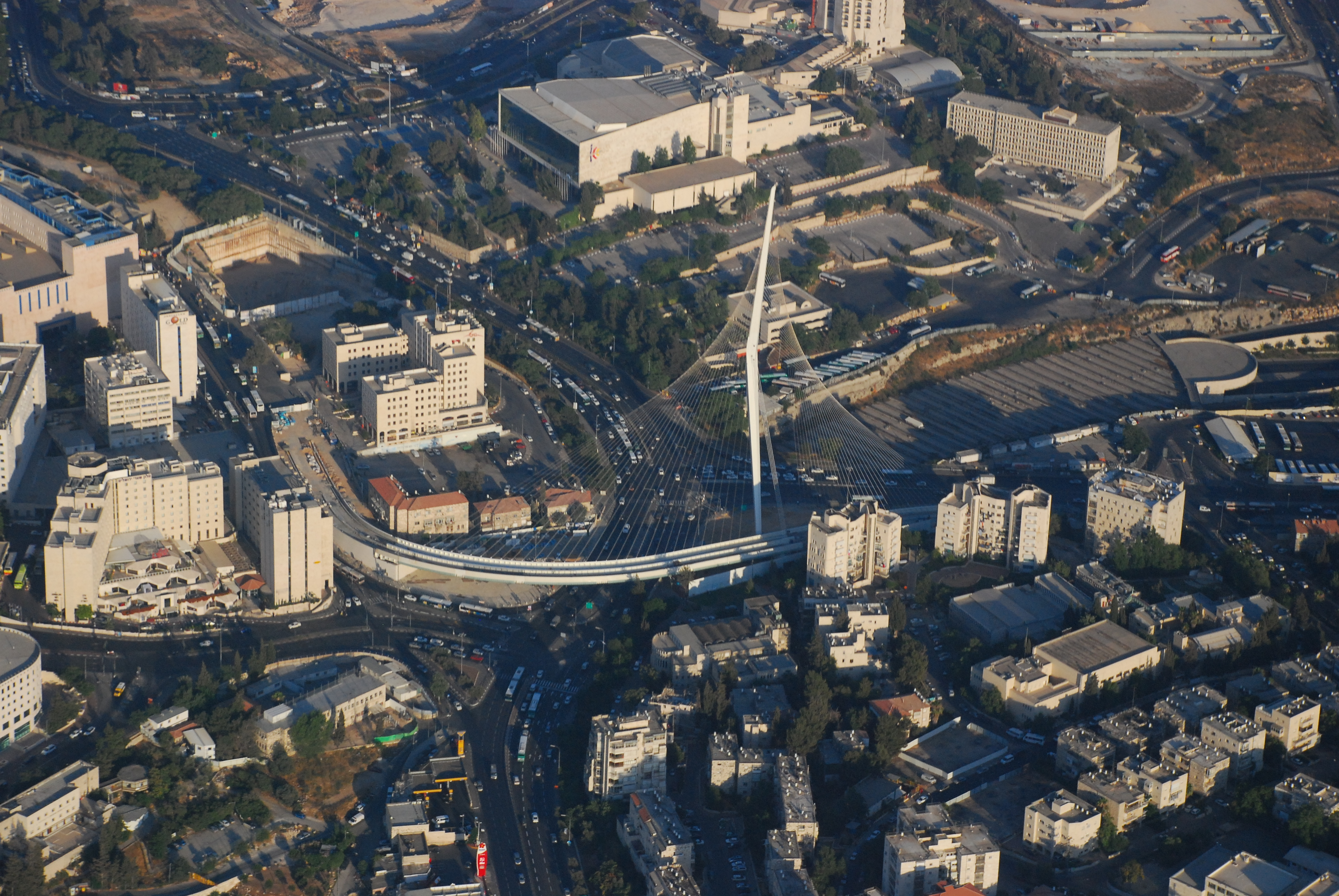
Vzdušný pohled na celý most
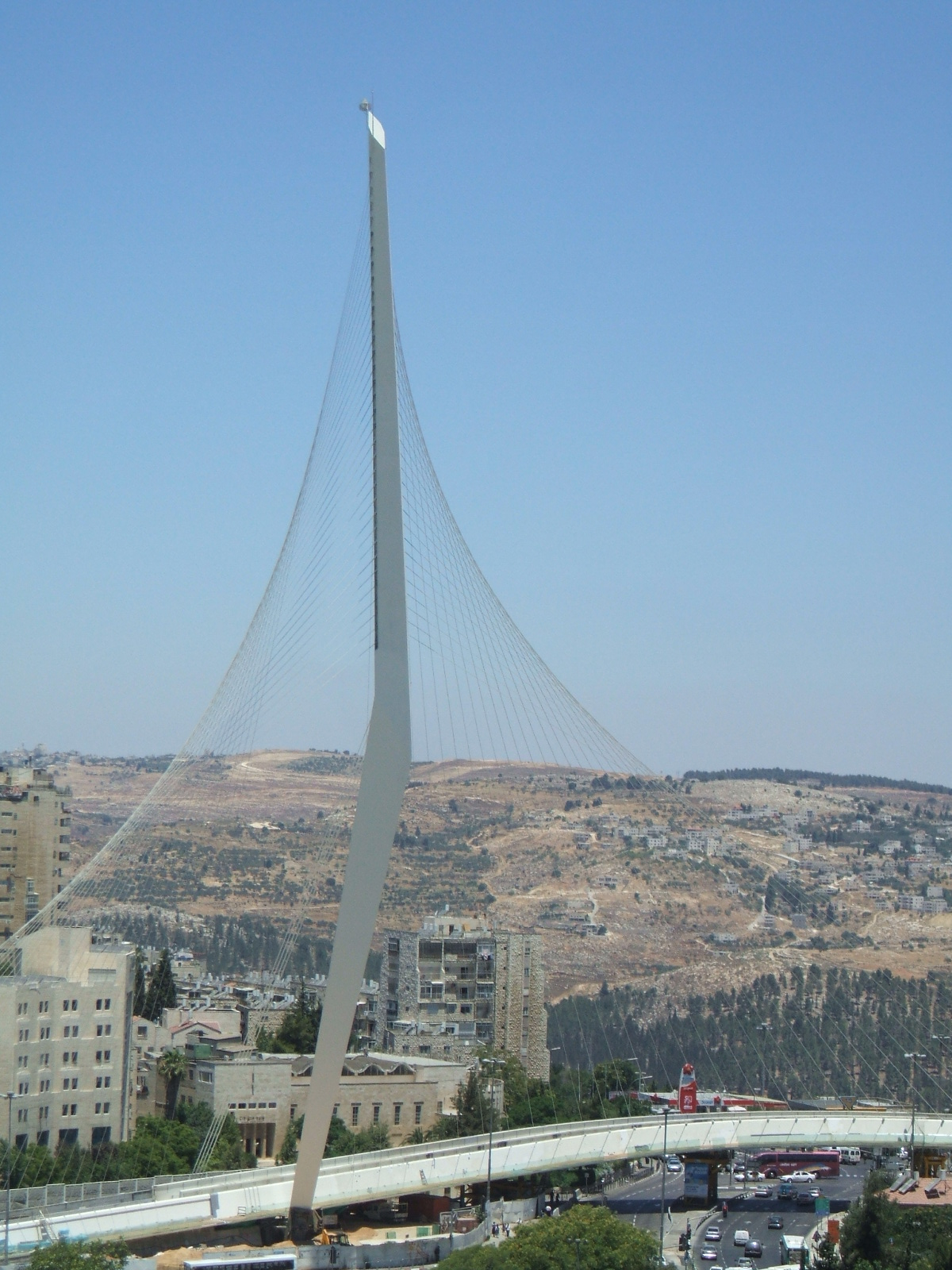
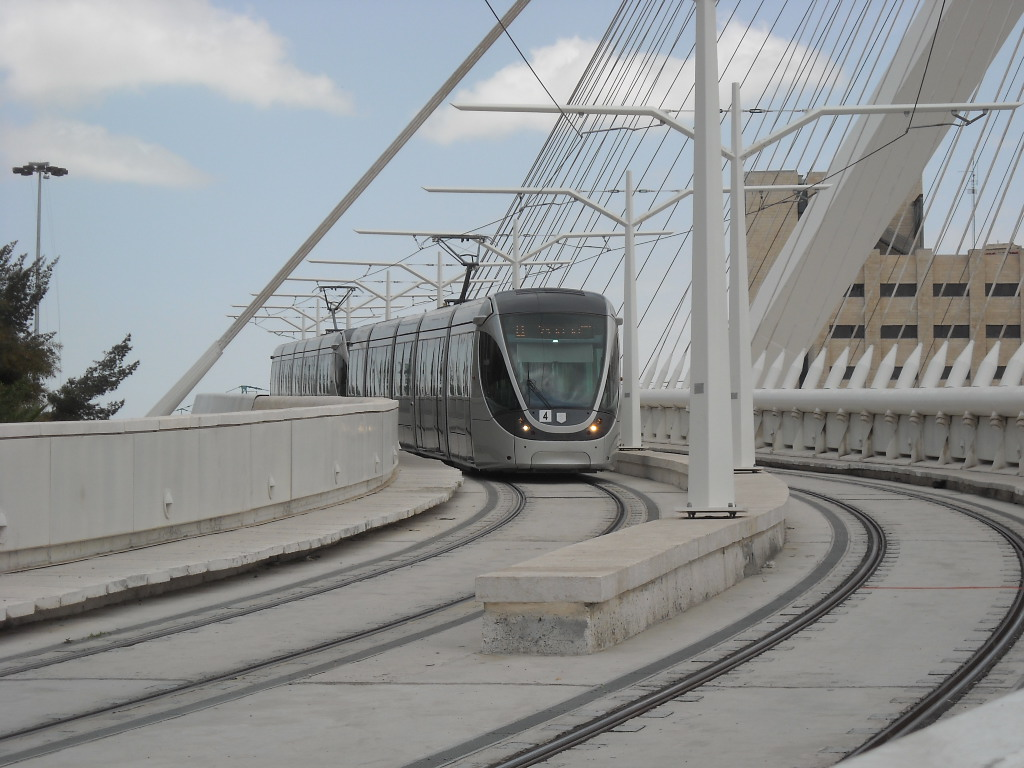
Tramvaj na mostě
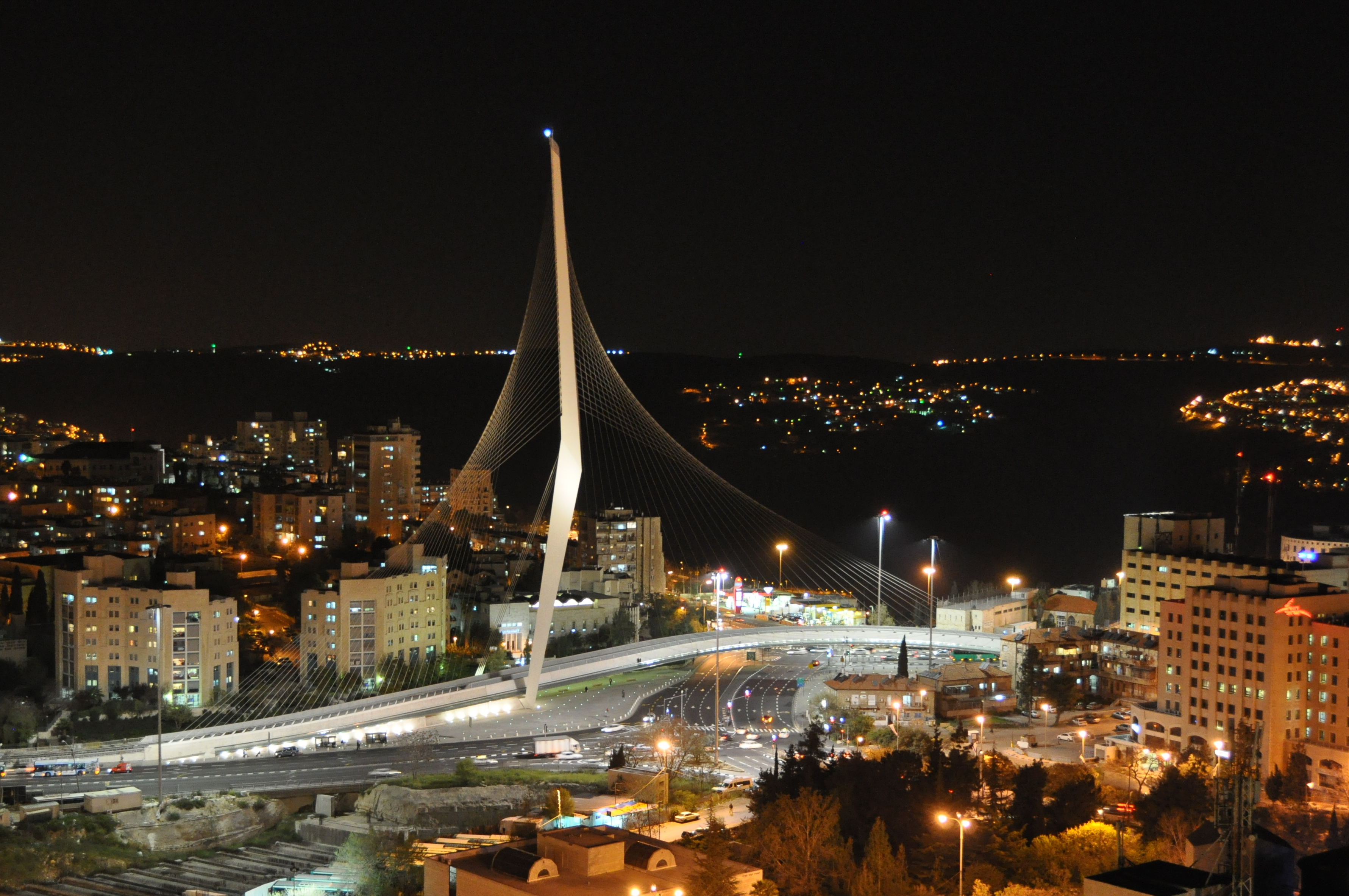
Pohled na most v noci